# Weitersborn

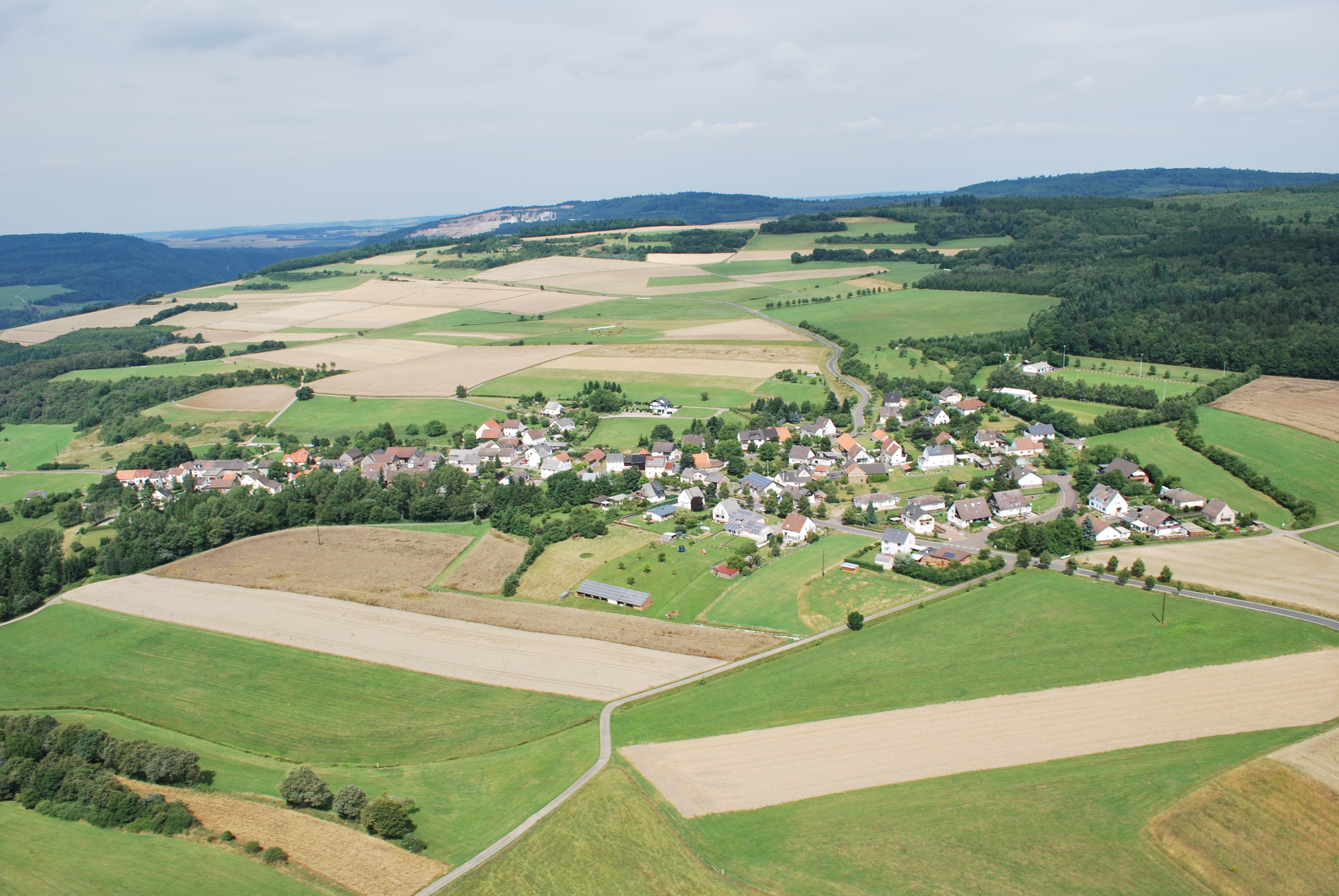
Luftfoto von Weitersborn vom Sommer 2010

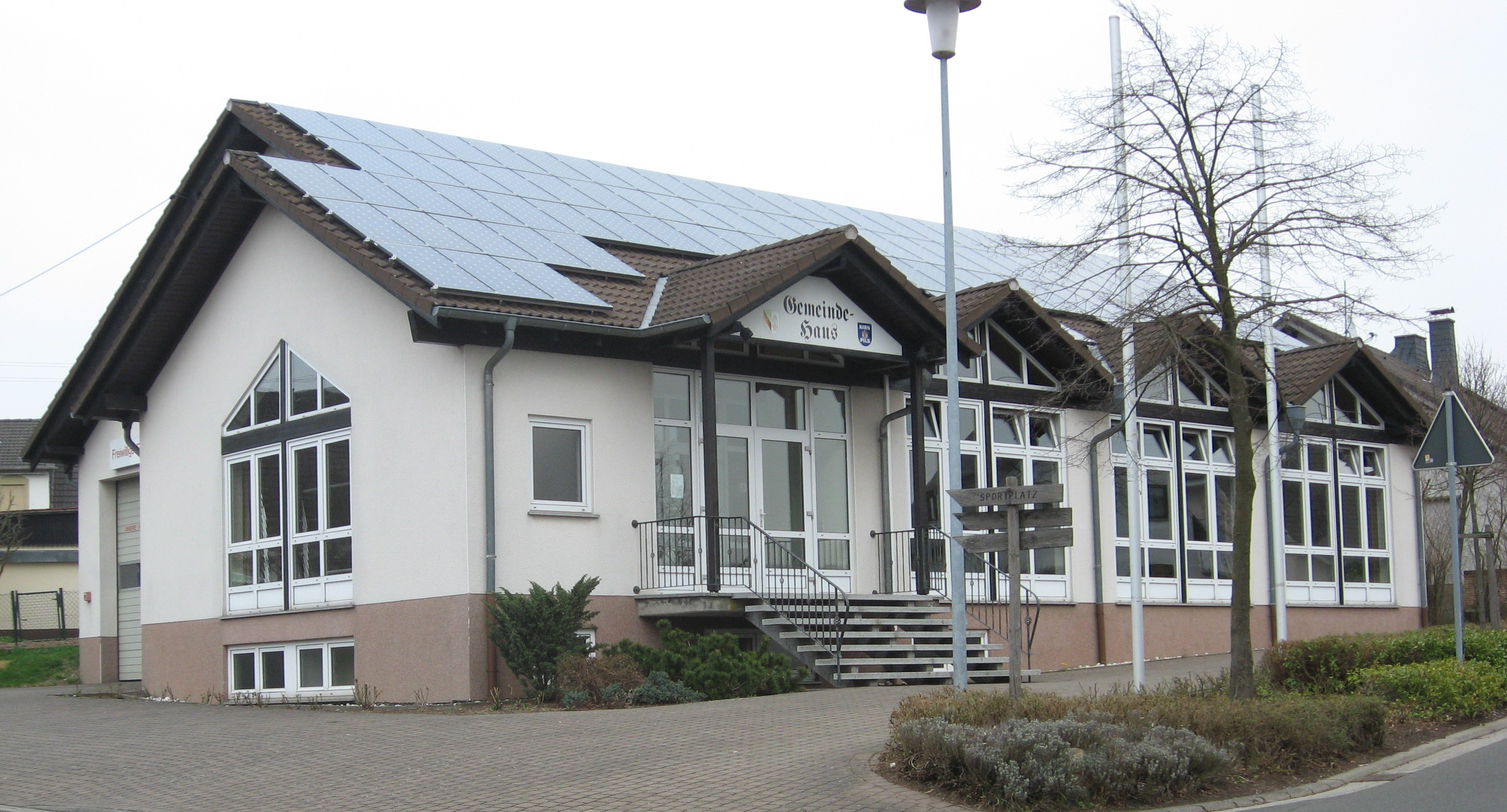
Gemeindehaus mit Photovoltaikanlage

Weitersborn ist eine Ortsgemeinde im Landkreis Bad Kreuznach in Rheinland-Pfalz. Sie gehört der Verbandsgemeinde Kirner Land an.

## Geographie
Weitersborn liegt im südlichen Hunsrück auf 380 Metern Höhe am Rande des Soonwaldes oberhalb des Kellenbachs. 54,6 Prozent der Gemarkungsfläche sind bewaldet.
Die Ortsgemeinde liegt mit der gesamten Gemarkungsfläche im „Landschaftsschutzgebiet Soonwald“.

## Geschichte

### Mittelalter bis heute
Die Geschichte von Weitersborn ist noch weitgehend unerforscht. Verschiedene Grabhügel in der Weitersborner Gemarkung weisen auf eine Besiedlung während der Römerzeit hin. Aus einem dieser Grabhügel stammt eine römische Steinkiste. Vermutlich führte nahe dieser Grabhügelgruppe eine Römerstraße vorbei. Der Ort taucht in Quellen des 15. Jahrhunderts als "Wyttersburen" oder „Witersburen“ (1484) auf. 1515 heißt der Ort „Witersborn“, 1531 „Weythersborn“, ab 1555 hat der Ort den heutigen Namen „Weitersborn“.
Seit Beginn des 16. Jahrhunderts ist eine Umdeutung der Endung „buren“ (ahd. buri = Behausung) zu „born“ (Brunnen) erfolgt.
Die herrschaftliche Zugehörigkeit im Mittelalter ist nicht eindeutig zu bestimmen. Einer Nachricht aus dem Jahre 1542 zufolge gab es ein Dorf „Weitersborn unter dem Zoll“
im Bereich der Grundherrschaft von St. Maximin vor Trier. Zweifelhaft ist die Annahme, dass es sich bei dieser Ortsbenennung um eine Wüstung handelt. Wahrscheinlich ist damit das jetzige Dorf gemeint, zumal die Grundherrschaft dieser Trierer Reichsabtei sehr weit reichte. Ebenso wie Brauweiler und Horbach war Weitersborn wahrscheinlich eine Ausbau- und Rodungssiedlung von Simmern unter Dhaun (heute Simmertal). Die Hochgerichtsbarkeit für Weitersborn dürfte im hohen Mittelalter bei einem Sponheimer Grafen gelegen haben. Nach der Teilung der Grafschaft war dies ab Mitte des 13. Jahrhunderts vermutlich ein Angehöriger der Sponheim-Kreuznacher Linie. Im 14. Jahrhundert war Weitersborn wohl größtenteils im Besitz der sponheimschen Nebenlinie der Herren von Koppenstein.
Auch Fabricius zählt Weitersborn zum Amt Koppenstein, wo der Ort zusammen mit den Dörfern Henau, Schwarzerden, Kellenbach, Königsau, Seesbach, Martinstein und Mengerschied das Hochgericht Kellenbach gebildet hatte. Es handelt sich dabei um einen Hoheitsbezirk, in welchem die Gerichtshoheit von den Grafen Sponheim, den Herren von Schidtburg, den Ganerben von Steinkallenfels und den Herren von Kellenbach zu jeweils gleichen Teilen (1/4) ausgeübt wurde.
Weitersborn lag wie Seesbach, Martinstein und Mengerschied außerhalb der Grafschaft Sponheim. Es wohnten aber zwei Familien, die Sponheimer Untertanen waren und den Herren von Koppenstein Dienste und Abgaben zu leisten hatten (1702).
Einige andere Ritterfamilien werden für das 14. und 15. Jahrhundert genannt, die ebenfalls in Weitersborn Besitz und Hoheitsrechte besaßen. Gegen Ende des 14. Jahrhunderts erwarb Frank von Löwenstein Anteil an der Grundherrschaft und Gerichtsbarkeit von Weitersborn und Horbach sowie einem Teil der Vogtei zu Simmern unter Dhaun.
Durch Heirat gelangten auf dem Erbweg Rechte und Eigentum an Simon Boos von Waldeck, der käuflich seinen Weitersborner Besitz vergrößerte.
Erbe der Boos von Waldeck wurde Melchior von Rüdesheim, der auch in Martinstein, Merxheim, Weiler, Auen, Gonrather Hof und Hochstetten Güter und Hoheitliche Rechte besaß. Nach seinem Tod wurde sein Erbe unter seiner Tochter Barbara, verheiratet mit Endre von der Leyen, und seiner Enkelin Maria geteilt. Sie war als Erbe eingesetzt, da ihre Mutter Dorothea Hilchen von Lorch, bereits 1512 verstorben war. Maria selbst war zu diesem Zeitpunkt bereits verwitwet, ihr Ehemann war Adam (III.) Vogt von Hunolstein († 1540). Ihr Vater, der berühmte Ritter und Feldmarschall Johann (III) Hilchen von Lorch, verwaltete bis zu seinem Tod das Erbe seiner Tochter. Somit wurden die von Hunoldstein und die von der Leyen als Ganerbengemeinschaft neue Ortsherren in Weitersborn. Außer diesen Familien hatten später die Herren von Schönborn hier Einkünfte und Rechte.
Ab etwa 1650 war der Ort Bestandteil der Herrschaft Martinstein, die der Reichsritterschaft angeschlossen war und ehemals aus der Pfandschaft des Erzbischofs und Kurfürsten von Mainz rührte. Im 18. Jahrhundert ging diese Herrschaft an den Markgrafen von Baden über, wobei die Verwaltung des Amtes Koppenstein mit dem Amt Naumburg (Becherbach/Bärenbach) verbunden war. Zum Amt Koppenstein zählten außer Weitersborn auch Brauweiler, Gehlweiler, Henau, Kellenbach, Schlierschied, Schwarzerden und Seesbach.
Aus dem Jahre 1601 liegen für die Dörfer des „Gerichts Kellenbach“ Angaben vor, die in etwa die Ortsgröße der damaligen Dörfer erahnen lassen. Demnach gab es in Weitersborn acht Feuerstellen, also feste Häuser, in denen Familien wohnten. Henau, Kellenbach und Seesbach wiesen die doppelte Größe auf, während Martinstein vier und Königsau gar nur zwei Feuerstellen angegeben sind.
In den Jahren 1784/85 wanderten aus Weitersborn, bei einer damaligen Gesamtzahl von 165 Einwohnern, 66 Personen aus. Das Abwanderungskontingent des Nachbarortes Seesbach war wohl noch größer.
Nach der französischen Besetzung des linksrheinischen Raumes (1794) wurde das Dorf 1798 unter der französischen Verwaltung dem Kanton Kirn im Rhein-Mosel-Departement zugeordnet. Nach 1800 gehörte Weitersborn zur Mairie Monzingen.
Einer Einwohnerstatistik vom Jahre 1810 zufolge lebten in Weitersborn in 25 Häusern 27 Familien mit insgesamt 144 Bewohnern. Davon gehörten 51 der katholischen, 93 der lutherischen Konfession an. Kirchlich gehörte der Ort stets zur Pfarrei Simmern unter Dhaun (heute Simmertal). Die Katholiken waren seit der Reformation nach Seesbach eingepfarrt. Die dem heiligen Antonius geweihte Kapelle in Weitersborn wurde 1468 erstmals erwähnt.
Weitersborn war bis 1968 Bestandteil der Gebietskörperschaft Amt Monzingen und bis 1970 der gleichnamigen Verbandsgemeinde. Der Ort zählte zu den Landgemeinden des Kreises, die im Zweiten Weltkrieg prozentual am stärksten von Kriegszerstörung betroffen waren.
Um 1950 lebte etwa die Hälfte der Bevölkerung von der Landwirtschaft. Dazu gehörte auch eine stärkere Gruppe von Waldarbeitern, die in der Statistik als landwirtschaftliche Arbeitskräfte erfasst sind.
Seit der rheinland-pfälzischen Verwaltungsreform von 1969/70 gehört Weitersborn zur Verbandsgemeinde Kirn-Land.
2010 gibt es in Weitersborn noch einen landwirtschaftlichen Betrieb. Der größte Teil der Erwerbstätigen pendelt in die nähere und weitere Umgebung.

### Brunnen in Weitersborn
Bereits 1863 wurde in Weitersborn eine Wasserleitung gebaut, die 1928 erweitert wurde. In den 1970er Jahren wurde die herausragende Qualität des Wassers erkannt und die Wasserversorgung auf sechs Tiefbrunnen (später sieben) mit einem dazugehörigen Hochbehälter ausgebaut. Mit diesem Wasser werden die Gemeinden Kellenbach, Königsau, Simmertal, Weitersborn, Martinstein und seit 1991 Schwarzerden und Henau versorgt. Betreiber dieser Gruppenanlagen ist die Verbandsgemeindewerke Kirn-Land.

### Dorfschule
Die Anfänge der Weitersborner Dorfschule sind noch nicht erforscht. Ebenso ist das Baujahr der 1893 umgebauten Schule unbekannt. In diesem Jahr wurde der Schulsaal, in dem alle Altersklassen gemeinsam unterrichtet wurden, sowie die Lehrerwohnung vergrößert. Die Schule war die meiste Zeit eine evangelische Bekenntnisschule. Katholische Kinder wurden im Nachbarort Seesbach unterrichtet.
- 1895 wurden 44 Kinder in der Weitersborner Volksschule unterrichtet.
- 1938 wurde die Schule zur Gemeinschaftsschule für evangelische und katholische Kinder.
- 1946 wurde die Bekenntnisschule wieder eingeführt.
- 1960 besuchten 29 Mädchen und Jungen die Schule.
- 1965 wurde die 7. und 8. Klasse in Simmertal unterrichtet.
- 1968 wurde die Schule auf eine Grundschule zurückgestuft. Die 5. und 6. Klasse wurde seitdem ebenfalls in Simmertal unterrichtet.
- 1969 wurde der Schulbetrieb in Weitesborn eingestellt. Das Mobiliar wurde von der Volksschule Simmern unter Dhaun übernommen, wo fortan auch die Kinder unterrichtet wurden.
- 1987 wurde das Schulgebäude von der Gemeinde verkauft. Bis zum Neubau des Gemeindehauses wurde die alte Schule für Sitzungen und Feste genutzt. Heute wird das Schulgebäude als Wohnhaus genutzt.

### Bevölkerungsentwicklung
Die Entwicklung der Einwohnerzahl von Weitersborn, die Werte von 1871 bis 1987 beruhen auf Volkszählungen:

Einwohnerentwicklung von Weitersborn von 1815 bis 2017 nach nebenstehender Tabelle

| Jahr | Einwohner |
| ---- | --------- |
| 1815 | 157       |
| 1835 | 215       |
| 1871 | 290       |
| 1905 | 231       |
| 1939 | 220       |
| 1950 | 228       |
| 1961 | 234       |

| Jahr | Einwohner |
| ---- | --------- |
| 1970 | 270       |
| 1987 | 280       |
| 1997 | 272       |
| 2005 | 266       |
| 2011 | 235       |
| 2017 | 214       |
| 2018 | 201       |

## Politik

### Gemeinderat
Der Gemeinderat in Weitersborn besteht aus sechs Ratsmitgliedern, die bei der Kommunalwahl am 9. Juni 2024 in einer Mehrheitswahl gewählt wurden, und dem ehrenamtlichen Ortsbürgermeister als Vorsitzendem.

### Bürgermeister
Pascal Rüttgen wurde am 9. Juli 2024 Ortsbürgermeister von Weitersborn. Bei der Direktwahl am 9. Juni 2024 war er als einziger Bewerber mit einem Stimmenanteil von 87,8 % für fünf Jahre in sein Amt gewählt worden.
Rüttgens langjähriger Vorgänger war Bruno Stemmler. Zuletzt bei der Kommunalwahl am 26. Mai 2019 war er mit einem Stimmenanteil von 70,77 % als Ortsbürgermeister bestätigt worden.

### Wappen
| Wappen von Weitersborn | Blasonierung: „In gespaltenem Schild vorne in Gold ein roter Schrägbalken, hinten in Blau ein silberner Schalenbrunnen mit geteiltem silbernem Wasserstrahl.“ |
| Wappen von Weitersborn | Wappenbegründung: Der Schrägbalken erinnert an die ehemalige Zugehörigkeit zu Baden. Der Brunnen symbolisiert die Endung des Ortsnamens (-born). Der Ortsgemeinderat beauftragte am 17. Oktober 1979 den Grafiker Brust, Kirnsulzbach, einen Entwurf für ein Gemeindewappen zu erarbeiten. In der Sitzung am 24. April 1980 nahm der Rat den vorgelegten Entwurf an. Nach Zustimmung durch das Staatsarchiv erteilte das Ministerium des Innern in Mainz am 18. August 1980 die Genehmigung zur Führung eines eigenen Wappens. |

## Bauwerke

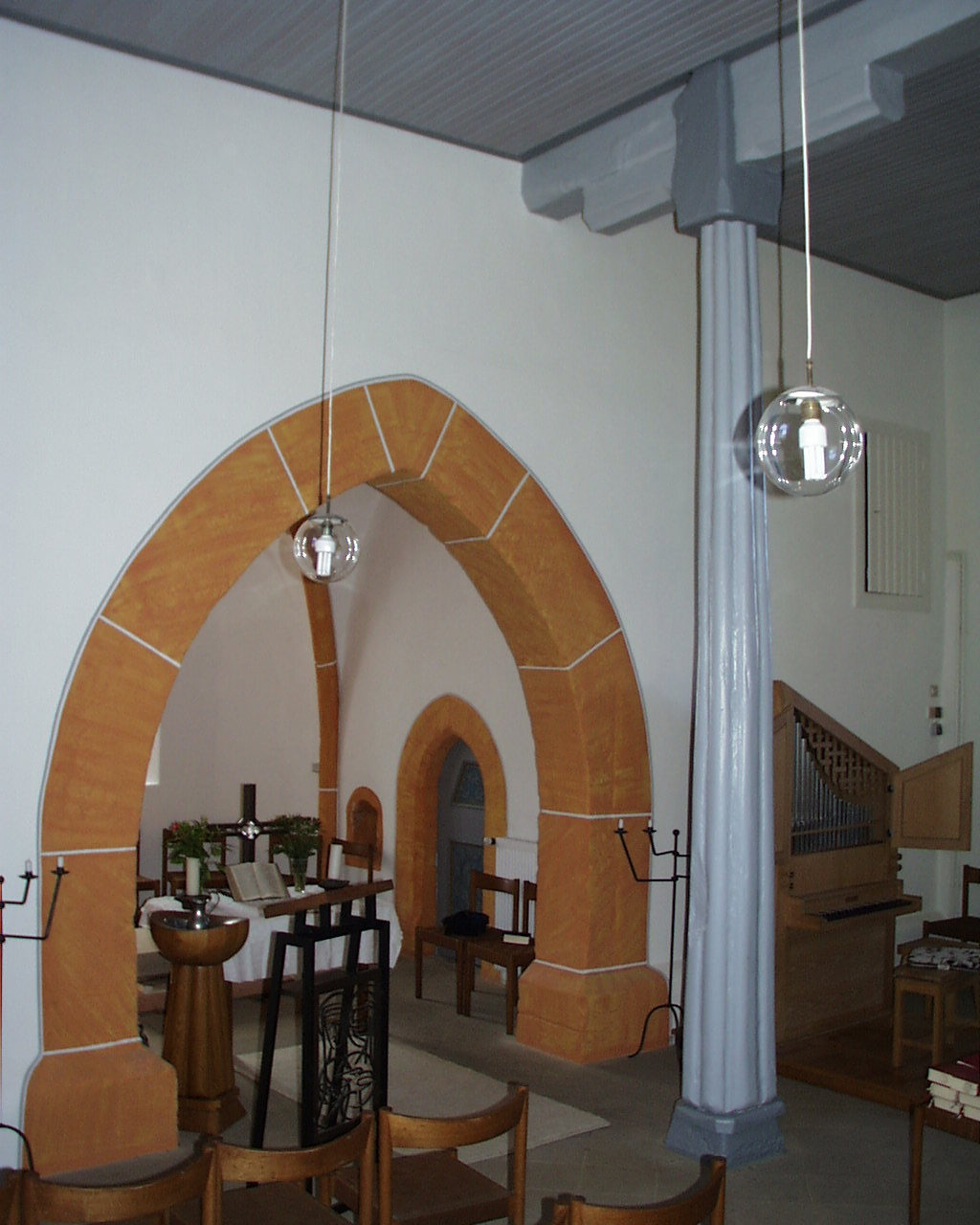
Blick in den Chorraum der Kapelle

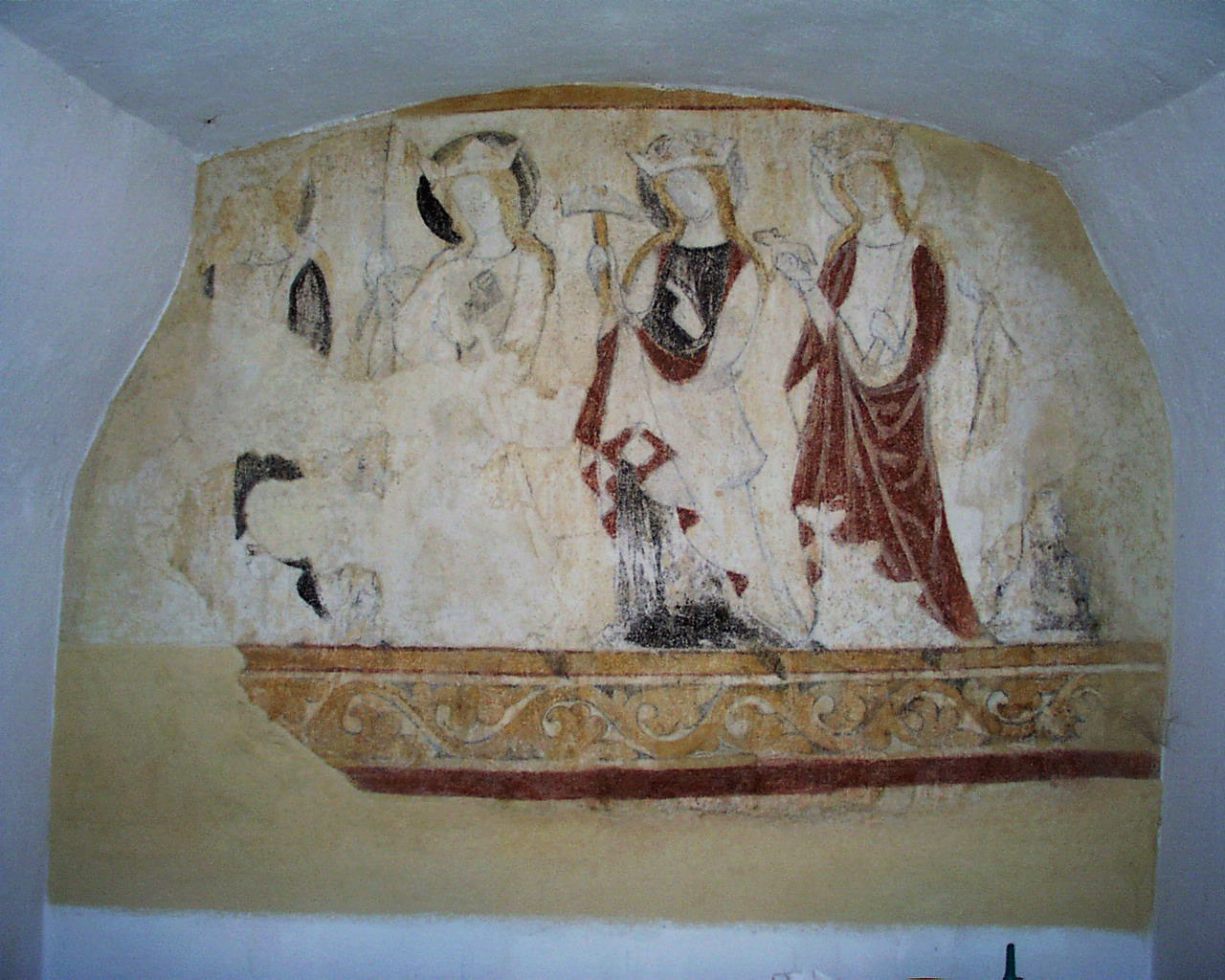
Fresko in der Sakristei der Kapelle

In der unteren Hauptstraße gelegen findet man die historische Dorfkapelle von Weitersborn.
Über ihre Geschichte ist wenig Gesichertes bekannt. Die Kapelle stammt aus dem 13. Jahrhundert und war zunächst als kleine Stehkirche ohne Bänke für die Kirchenbesucher konzipiert. In einer kleinen Sakristei befindet sich ein jahrhundertealtes Fresko. Auf Grund der Ähnlichkeit zu den Fresken der Seesbacher Semendiskapelle
geht man von demselben Künstler aus.
1468 wird die dem heiligen Antonius geweihte Kirche erstmals erwähnt. Seit der Reformation sind die Katholiken nach Seesbach eingepfarrt. Noch heute dürfen die Katholiken in der Kapelle zu Weitersborn am Markustag (25.04.) und an einem Tag in der Kreuzwoche (zwischen Rogate und Himmelfahrt) Gottesdienst halten, außerdem Taufe, Trauung und unmittelbar im Anschluss an eine Beerdigung Totenamt feiern.
Im Jahre 1501 wurde das Kirchenschiff erweitert. Das Datum dieser Erweiterung war noch im letzten Jahrhundert als Inschrift an der Kirche zu lesen.
Anfang des 20. Jahrhunderts ist die Kirche mit Holzbänken in Schiff und Chor, sowie einer hölzernen Kanzel ausgestattet, die jedoch im Laufe dieses
Jahrhunderts aus der Kirche entfernt werden. Die Kirche wird im 20. Jahrhundert mit einer Gasheizung und modernen Stühlen ausgestattet.
1970/71 baut die Gemeinde Weitersborn für rund 28.000 DM eine 33 m² große Leichenhalle mit einem kleinen Geräteraum an die Kirche an.
Im Jahr 1990 wird die Kapelle unter Denkmalschutz gestellt.
In den Jahren 1991/92 wird die Kapelle unter der ehrenamtlichen Mithilfe von vielen Weitersbornern innen und außen renoviert.
Bei dieser Renovierung wird eine zugemauerte Wandnische im Chorraum der Kapelle wieder geöffnet. 1993 stiftet eine Weitersborner Bürgerin ein neues bleiverglastes Chorraumfenster, welches von einer Bonner Künstlerin gestaltet wird. Die Kirche erhält ein neues, hölzernes und mit Naturschiefer gedecktes Vordach.
Die evangelische Kirche Weitersborn gehört zur Pfarrei Simmern unter Dhaun (Simmertal).

## Wirtschaft und Infrastruktur
In Weitersborn gibt es ein Dorfgemeinschaftshaus. Im Süden verläuft die Bundesstraße 41. In Martinstein ist ein Bahnhof der Bahnstrecke Bingen–Saarbrücken.
Im Westen verläuft die B 421, über die in Richtung Nordwesten eine Anbindung zum Flughafen Frankfurt-Hahn besteht.

## Persönlichkeiten
- Friedrich Carl Michael Grosholz, Gründervater der Bad Vilbeler Urquelle